# Christiaan Triebert

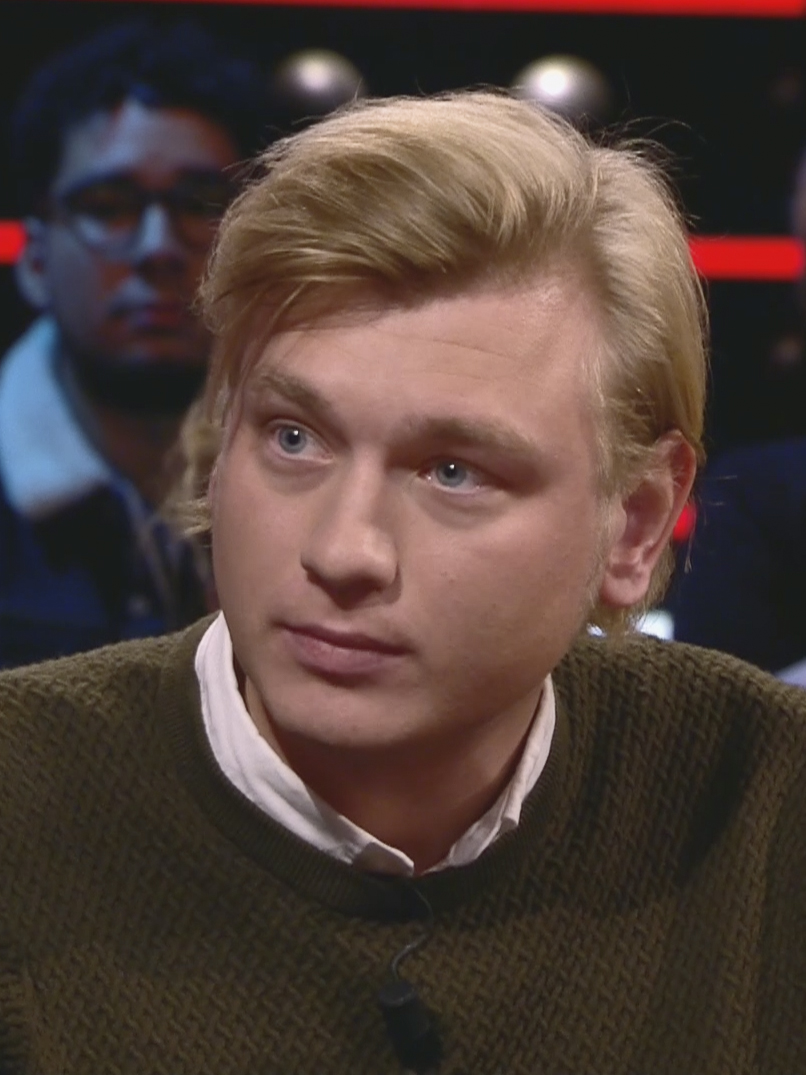
Christiaan Triebert in 2018

Christiaan Triebert (februari 1991, Leeuwarden) is een Nederlandse onderzoeksjournalist werkzaam voor The New York Times, geboren in Friesland. Zijn vader is Indonesisch en zijn moeder Fries.
Triebert studeerde van 2010 tot 2015 Internationale relaties, Filosofie en volgde vakken van Midden-Oosten-studies aan de Rijksuniversiteit Groningen. Hij behaalde een master in Conflict, Security and Development studies aan King's College London en heeft daarna reportages gemaakt voor de Leeuwarder Courant over Irak. Triebert raakte betrokken bij het onderzoek naar Malaysia Airlines-vlucht 17 en hij maakte een reconstructie voor de staatsgreeppoging in Turkije (2016), waarvoor hij WhatsAppvideo's gebruikte. Hij werkte mee aan deze onderzoeken voor het in 2014 door Elliot Higgins opgezette Bellingcat, waar hij via zijn studie in Londen voor is gevraagd. Dit onderzoekscollectief maakt vooral gebruik van Open Source Intelligence of OSINT; inlichtingen uit openbare bronnen.
Vanuit die positie kwam hij in 2019 in vaste dienst van The New York Times waar hij onderdeel werd van Visual Investigation Team dat ook openbare bronnen gebruikt, maar tussen die banen in is hij correspondent geweest in Azië, Midden-Oosten en Latijns-Amerika en was hij fotograaf in o.a. Oekraïne en Irak. Zo heeft hij gewerkt voor Al Jazeera, The Daily Beast en Foreign Policy. Triebert won meerdere prijzen, in 2020 de Pulitzerprijs met het NYT-team, voor het aantonen dat Rusland betrokken was bij burgerdoden in Syrië tijdens de Syrische Burgeroorlog, en de Innovation Award van de European Press Prize in 2017. Verder was hij betrokken bij het onderzoek dat de Machiavelliprijs 2019 won, zoals ook de Duitse Hanns-Joachim-Friedrichs-Preis in 2015. Triebert is als onderzoeksjournalist regelmatig te zien bij talkshows, zoals De Wereld Draait Door en Op1.